# Riva di Bra
Riva is een plaats (frazione) in de Italiaanse gemeente Bra.